# Krzysztof Kościelniak
 (juillet 2017).
Pour les articles homonymes, voir Koscielniak.
Krzysztof Kościelniak, né le 7 août 1965 à Rabka en Pologne, est un prêtre catholique et professeur d'histoire. 
Il est professeur à Cracovie à l'université Jagellonne à partir de 2004, à l'université pontificale Jean-Paul II (UPJPII) de 1995 à 2021 et est chargé de cours au Séminaire des Pères Paulins à Cracovie.

## Biographie
Il a étudié au Grand Séminaire de Théologie de l'archidiocèse de Cracovie (1985-1991) et à l'Académie Pontificale de Théologie à Cracovie (PAT).